# James Harvey Ward
James Harvey Ward IV (* 31. Juli 1978 in Greenville, North Carolina) ist ein US-amerikanischer Schauspieler.

## Leben
Ward wurde am 31. Juli 1978 in Greenville geboren, wo er auch aufwuchs. Sein Bruder Bryant Ward ist Baseball-Co-Trainer an der University of California, seine Schwester Mary Kate ist Absolventin der East Carolina University. Er ist Absolvent der University of North Carolina at Wilmington und erhielt seine Schauspielausbildung am American Academy of Dramatic Arts. Seit 2013 ist er mit Lorraine Ward verheiratet. Die beiden haben zwei Kinder.
2006 debütierte Ward als Filmschauspieler im Kurzfilm Martyr und war im selben Jahr in einer Episode der Fernsehserie Justice – Nicht schuldig zu sehen. 2007 spielte er in 29 Episoden der Fernsehserie Saints & Sinners die Rolle des Madden. 2009 erhielt er eine Nebenrolle im Blockbuster Transformers – Die Rache. Ab 2010 stellte er in elf Episoden die Rolle des Lucas Beck in der Fernsehserie 10,000 Days und 2014 im gleichnamigen Film dar. Von 2010 bis 2011 verkörperte er die Rolle des Felton Norris in der Fernsehserie True Blood. 2012 übernahm er in The Dark Knight Rises die Rolle eines SWATs. 2013 stellte er die wiederkehrende Rolle des Michael in sechs Episoden der Fernsehserie Low Winter Sun dar.

## Filmografie (Auswahl)
- 2006: Martyr (Kurzfilm)
- 2006: Justice – Nicht schuldig (Justice, Fernsehserie, Episode 1x09)
- 2007: Heartland (Fernsehserie, Episode 1x04)
- 2007: This Solace Eternal (Kurzfilm)
- 2007: Life (Fernsehserie, Episode 1x05)
- 2007: Saints & Sinners (Fernsehserie, 29 Episoden)
- 2008: Numbers – Die Logik des Verbrechens (NUMB3RS, Fernsehserie, Episode 4x13)
- 2008: Sons of Anarchy (Fernsehserie, Episode 1x06)
- 2008: Interpretation (Kurzfilm)
- 2008: Entourage (Fernsehserie, Episode 5x10)
- 2009: Without a Trace – Spurlos verschwunden (Without a Trace, Fernsehserie, Episode 7x22)
- 2009: Transformers – Die Rache (Transformers: Revenge of the Fallen)
- 2009: Dying Days
- 2010: Navy CIS: L.A. (NCIS: Los Angeles, Fernsehserie, Episode 1x16)
- 2010: My Superhero Family (No Ordinary Family, Fernsehserie, Episode 1x08)
- 2010: Vampire Diaries (The Vampire Diaries, Fernsehserie, Episode 2x10)
- 2010: CSI: Miami (Fernsehserie, Episode 9x08)
- 2010: Darnell Dawkins: Mouth Guitar Legend
- 2010: 10,000 Days (Fernsehserie, 11 Episoden)
- 2010–2011: True Blood (Fernsehserie, 8 Episoden)
- 2011: Parks and Recreation (Fernsehserie, Episode 3x10)
- 2011: Bowman (Kurzfilm)
- 2011: CSI: Vegas (CSI: Crime Scene Investigation, Fernsehserie, Episode 12x02)
- 2011: Country Pirates (Kurzfilm)
- 2012: The Finder (Fernsehserie, Episode 1x02)
- 2012: Breakout Kings (Fernsehserie, 2 Episoden)
- 2012: Navy CIS (NCIS, Fernsehserie, Episode 9x22)
- 2012: The Dark Knight Rises
- 2013: Bones – Die Knochenjägerin (Bones, Fernsehserie, Episode 8x22)
- 2013: Low Winter Sun (Fernsehserie, 6 Episoden)
- 2014: Vendetta Rider – Weg der Rache (Road to Paloma)
- 2014: The Lachrymist (Kurzfilm)
- 2014: 10.000 Days (10,000 Days)
- 2015: Point of Honor (Fernsehfilm)
- 2015: I’m Patrick, and You’re Insane (Kurzfilm)
- 2015: Hot Girl Walks By (Fernsehserie, Episode 1x05)
- 2015: Michael Raymond-James for BulliesKeepOut.com (Kurzfilm)
- 2016: Hawaii Five-0 (Fernsehserie, Episode 6x13)
- 2016: Night Watch (Kurzfilm)
- 2016: Rosewood (Fernsehserie, Episode 2x09)
- 2016: Shooter (Fernsehserie, Episode 1x07)
- 2017: Madtown
- 2017: The Nth Ward
- 2017–2018: Marvel’s Agents of S.H.I.E.L.D. (Fernsehserie, 2 Episoden)
- 2018: Braven
- 2019: Criminal Minds (Fernsehserie, Episode 14x15)
- 2019: Castle Rock (Fernsehserie, 2 Episoden)
- 2019: It Lives Below (Kurzfilm)
- 2022: California Dreamin’ (Kurzfilm)